# J. Ross Robertson Cup
J. Ross Robertson Cup je hokejska nagrada, ki se letno podeljuje prvaku končnice lige Ontario Hockey League. Uvedel jo je John Ross Robertson, predsednik Ontario Hockey Association od 1899 do 1905. Po njemu se nagrada tudi imenuje.
Prvotno se je podeljevala zmagovalcu končnice mladincev lige OHA. V sezoni 1933/34 je bila preurejena, da so jo letno podeljevali prvakom mladinske A lige OHA. Prvi mladinski A prvaki so bili Toronto St. Michael's Majors. 
Ko je bil vrhunski mladinski hokej na ledu v Ontariu v sezoni 1972/73 znova ločen v dve kategoriji, je pokal ostal pri višjemu rangu tekmovanja kot pokal za končnega zmagovalca. Tako je ostalo kljub stalnemu spreminjanju imena lige v Ontario Major Junior Hockey League leta 1974 in leta 1980 v Ontario Hockey League. 

## Prvaki (1934 – trenutno)
Seznam zmagovalcev pokala J. Ross Robertson Cup od 1934 do danes. Moštva, ki so napredovala v boj za pokal Memorial Cup, so napisana krepko.
- 2008/09 - Windsor Spitfires
- 2007/08 - Kitchener Rangers
- 2006/07 - Plymouth Whalers
- 2005/06 - Peterborough Petes
- 2004/05 - London Knights
- 2003/04 - Guelph Storm
- 2002/03 - Kitchener Rangers
- 2001/02 - Erie Otters
- 2000/01 - Ottawa 67's
- 1999/00 - Barrie Colts
- 1998/99 - Belleville Bulls
- 1997/98 - Guelph Storm
- 1996/97 - Oshawa Generals
- 1995/96 - Peterborough Petes
- 1994/95 - Detroit Junior Red Wings
- 1993/94 - North Bay Centennials
- 1992/93 - Peterborough Petes
- 1991/92 - Sault Ste. Marie Greyhounds
- 1990/91 - Sault Ste. Marie Greyhounds
- 1989/90 - Oshawa Generals
- 1988/89 - Peterborough Petes
- 1987/88 - Windsor Compuware Spitfires
- 1986/87 - Oshawa Generals
- 1985/86 - Guelph Platers
- 1984/85 - Sault Ste. Marie Greyhounds
- 1983/84 - Ottawa 67's
- 1982/83 - Oshawa Generals
- 1981/82 - Kitchener Rangers
- 1980/81 - Kitchener Rangers
- 1979/80 - Peterborough Petes
- 1978/79 - Peterborough Petes
- 1977/78 - Peterborough Petes
- 1976/77 - Ottawa 67's
- 1975/76 - Hamilton Fincups
- 1974/75 - Toronto Marlboros
- 1973/74 – St. Catharines Black Hawks
- 1972/73 – Toronto Marlboros
- 1971/72 – Peterborough Petes
- 1970/71 – St. Catharines Black Hawks

- 1969/70 – Montreal Junior Canadiens
- 1968/69 – Montreal Junior Canadiens
- 1967/68 – Niagara Falls Flyers
- 1966/67 – Toronto Marlboros
- 1965/66 – Oshawa Generals
- 1964/65 – Niagara Falls Flyers
- 1963/64 – Toronto Marlboros
- 1962/63 – Niagara Falls Flyers
- 1961/62 – Hamilton Red Wings
- 1960/61 – Toronto St. Michael's Majors
- 1959/60 – St. Catharines Teepees
- 1958/59 – Peterborough TPT Petes
- 1957/58 – Toronto Marlboros
- 1956/57 – Guelph Biltmore Mad Hatters
- 1955/56 – Toronto Marlboros
- 1954/55 – Toronto Marlboros
- 1953/54 – St. Catharines Teepees
- 1952/53 – Barrie Flyers
- 1951/52 – Guelph Biltmore Mad Hatters
- 1950/51 – Barrie Flyers
- 1949/50 – Guelph Biltmore Mad Hatters
- 1948/49 – Barrie Flyers
- 1947/48 – Barrie Flyers
- 1946/47 – Toronto St. Michael's Majors
- 1945/46 – Toronto St. Michael's Majors
- 1944/45 – Toronto St. Michael's Majors
- 1943/44 – Oshawa Generals
- 1942/43 – Oshawa Generals
- 1941/42 – Oshawa Generals
- 1940/41 – Oshawa Generals
- 1939/40 – Oshawa Generals
- 1938/39 – Oshawa Generals
- 1937/38 – Oshawa Generals
- 1936/37 – Toronto St. Michael's Majors
- 1935/36 –  West Toronto Nationals
- 1934/35 – Kitchener Greenshirts †
- 1933/34 – Toronto St. Michael's Majors

† Pomni: Kitchener Greenshirts so leta 1935 osvojili prvenstvo po diskvalifikaciji moštva Oshawa Generals, ki je v seriji igralo s hokejistom, ki ni zadoščal kriterijem lige. To ni isto moštvo kot tisto, ki je kasneje postalo Kitchener Canucks in naposled Peterborough TPT Petes.

## Prvaki (1919 – 1933)
Seznam zmagovalcev pokala J. Ross Robertson Cup pred mladinskimi A leti. Moštva, ki so napredovala v boj za pokal Memorial Cup, so napisana krepko.
- 1932/33 – Newmarket Redmen
- 1931/32 – Toronto Marlboros
- 1930/31 – Niagara Falls
- 1929/30 – West Toronto Nationals
- 1928/29 – Toronto Marlboros
- 1927/28 – Toronto Marlboros
- 1926/27 – Owen Sound Greys
- 1925/26 – Queen's University

- 1924/25 – Toronto Aura Lee
- 1923/24 – Owen Sound Greys
- 1922/23 – Kitchener Colts
- 1921/22 – Toronto Aura Lee
- 1920/21 – Stratford Midgets
- 1919/20 – Toronto Canoe Club Paddlers
- 1918/19 – University of Toronto Schools

## Mladinski prvaki OHA (1893 – 1918)
Seznam mladinskih prvakov OHA od 1893 do 1918.
- 1917/18 – Toronto De La Salle College
- 1916/17 – Toronto Aura Lee
- 1915/16 – Toronto Aura Lee
- 1914/15 – University of Toronto Schools
- 1913/14 – Orillia
- 1912/13 – Orillia
- 1911/12 – Toronto Canoe Club Paddlers
- 1910/11 – Kingston Frontenacs
- 1909/10 – Kingston Frontenacs
- 1908/09 – Stratford Hockey Club
- 1907/08 – Stratford Hockey Club
- 1906/07 – Stratford Hockey Club
- 1905/06 – Port Hope

- 1904/05 – Stratford Hockey Club
- 1903/04 – Frontenac-Beechgroves
- 1902/03 – Toronto Marlboros
- 1901/02 – Upper Canada College
- 1900/01 – Peterborough
- 1899/00 – Stratford Hockey Club
- 1898/99 – Toronto St. George's
- 1897/98 – Upper Canada College
- 1896/97 – Toronto Wellingtons
- 1895/96 – Toronto Granites
- 1894/95 – Peterborough
- 1893/94 – Peterborough
- 1892/93 – Kingston Limestones

## Naslovi po moštvih (1919 – trenutno)
| Osvojeni naslovi | Moštvo                        | Trenutno ime                     |
| 12               | Oshawa Generals               | enako                            |
| 10               | Toronto Marlboros             | Guelph Storm                     |
| 9                | Peterborough Petes            | enako                            |
| 6                | Toronto St. Michael's Majors  | Mississauga St. Michael's Majors |
| 4                | Barrie Flyers                 | Sudbury Wolves                   |
| 3                | Guelph Biltmore Mad Hatters   | Kitchener Rangers                |
| 3                | Kitchener Rangers             | enako                            |
| 3                | Niagara Falls Flyers          | Sudbury Wolves                   |
| 3                | Ottawa 67's                   | enako                            |
| 3                | Sault Ste. Marie Greyhounds   | enako                            |
| 2                | Guelph Storm                  | enako                            |
| 2                | Montreal Junior Canadiens‡    | Rouyn-Noranda Huskies            |
| 2                | Owen Sound Greys              | enako                            |
| 2                | St. Catharines Black Hawks    | Saginaw Spirit                   |
| 2                | St. Catharines Teepees        | Saginaw Spirit                   |
| 2                | Toronto Aura Lee              | ukinjeno                         |
| 2                | West Toronto Nationals        | ukinjeno                         |
| 1                | Plymouth Whalers              | enako                            |
| 1                | Barrie Colts                  | enako                            |
| 1                | Belleville Bulls              | enako                            |
| 1                | Detroit Junior Red Wings      | Plymouth Whalers                 |
| 1                | Erie Otters                   | enako                            |
| 1                | Guelph Platers                | Owen Sound Attack                |
| 1                | Hamilton Fincups              | Erie Otters                      |
| 1                | Hamilton Red Wings            | Erie Otters                      |
| 1                | Kitchener Colts               | ukinjeno                         |
| 1                | Kitchener Greenshirts †       | ukinjeno                         |
| 1                | London Knights                | enako                            |
| 1                | North Bay Centennials         | Saginaw Spirit                   |
| 1                | Queen's University            | ukinjeno                         |
| 1                | Stratford Midgets             | ukinjeno                         |
| 1                | Toronto Canoe Club Paddlers   | ukinjeno                         |
| 1                | University of Toronto Schools | ukinjeno                         |
| 1                | Windsor Spitfires             | enako                            |

‡Montreal Junior Canadiens so zamenjali ligo po 1972.

†Kitchener Greenshirts so leta 1935 osvojili prvenstvo po diskvalifikaciji moštva Oshawa Generals, ki je v seriji igralo s hokejistom, ki ni zadoščal kriterijem lige. To ni isto moštvo kot tisto, ki je kasneje postalo Kitchener Canucks in naposled Peterborough TPT Petes.